# Fontaine Gaillon

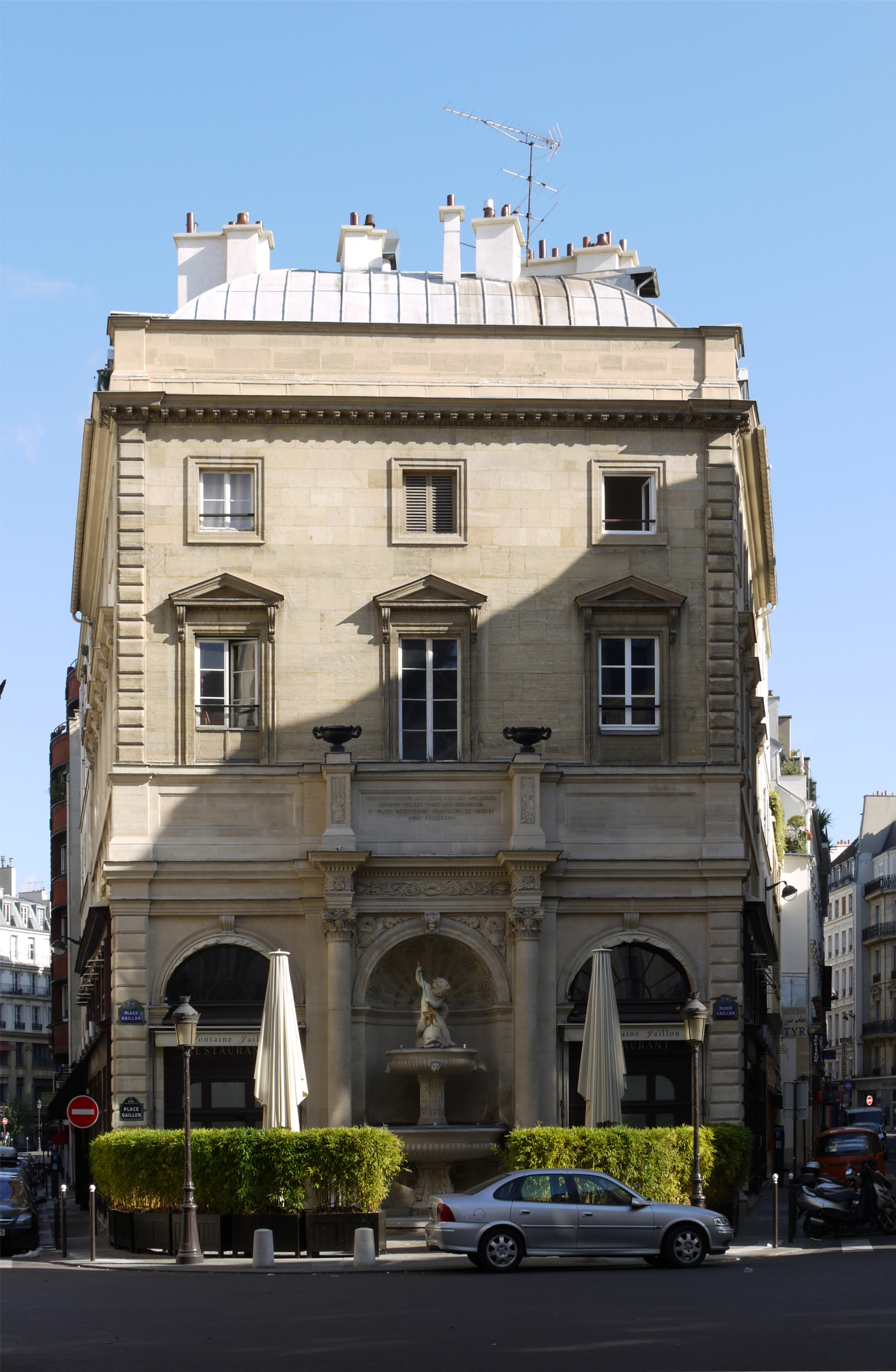
L'immeuble qui accueille sur sa façade sud la fontaine

La fontaine Gaillon est un monument parisien situé sur la place Gaillon, créé en  1707. La place se trouve dans le 2e arrondissement de Paris.

## Histoire
Cette fontaine a été réalisée en 1707 par Jean Beausire, architecte de Louis XIV, et appelée tout d'abord "fontaine Louis-le-Grand".
Elle fut reconstruite et modifiée en 1827 ou 1828 par Louis Visconti, architecte de Charles X. La sculpture centrale en marbre est confiée à Georges Jacquot, les autres sculptures étant confiées à François Derre et Combette.
Elle fut restaurée plusieurs fois depuis : en 1898, 1900, et en 1971 par Oberdoerffer, architecte de la ville.

## Style
Formée d'une double vasque de style Renaissance, la fontaine présente en son centre une sculpture centrale, dans la vasque supérieure. Cette statue met en scène un jeune triton armé d'un trident, qui chevauche et semble taquiner un dauphin. La niche entourant la fontaine est décorée de dauphins, plantes aquatiques et cornes d'abondance.

## Galerie

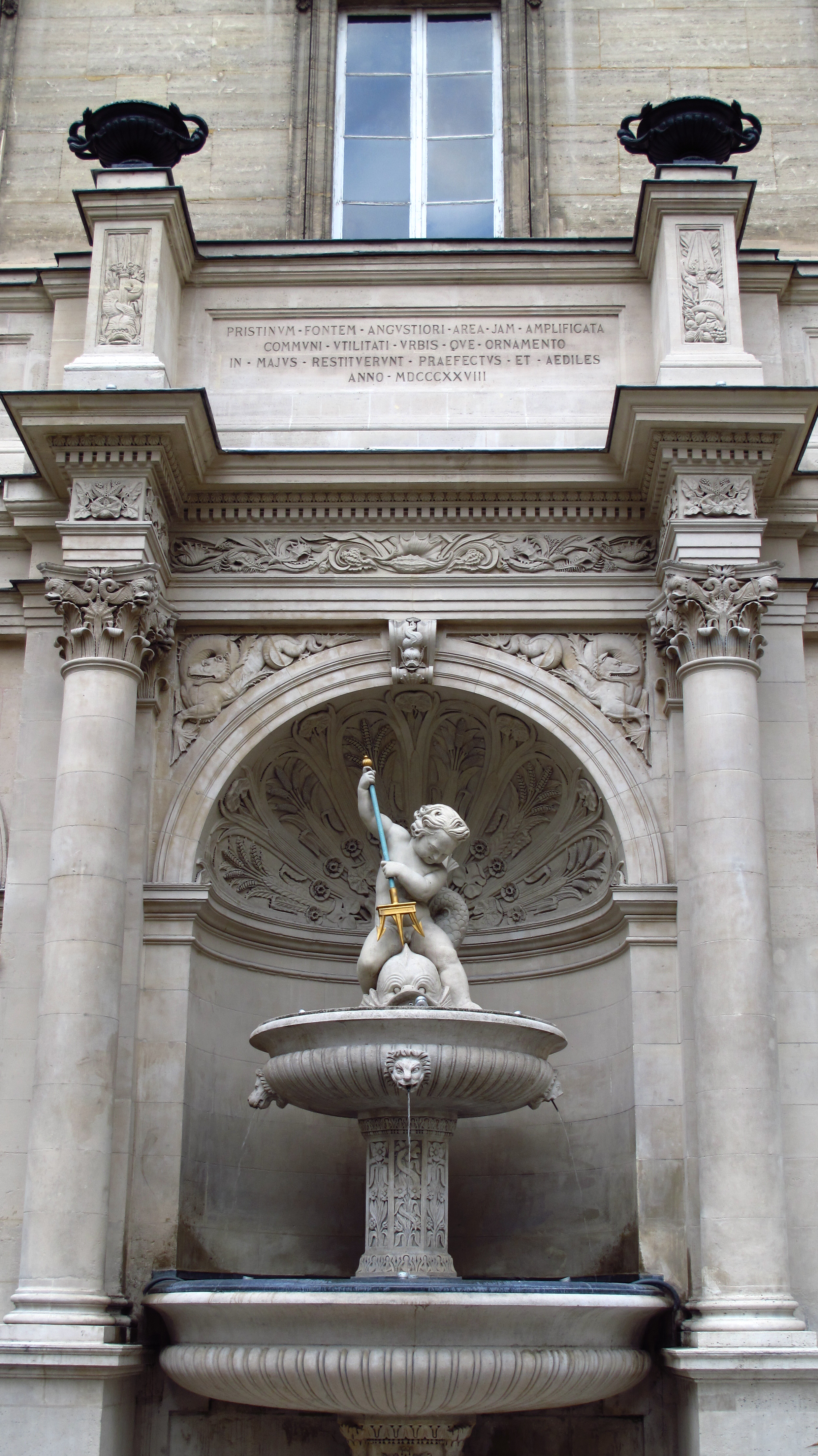
La fontaine.
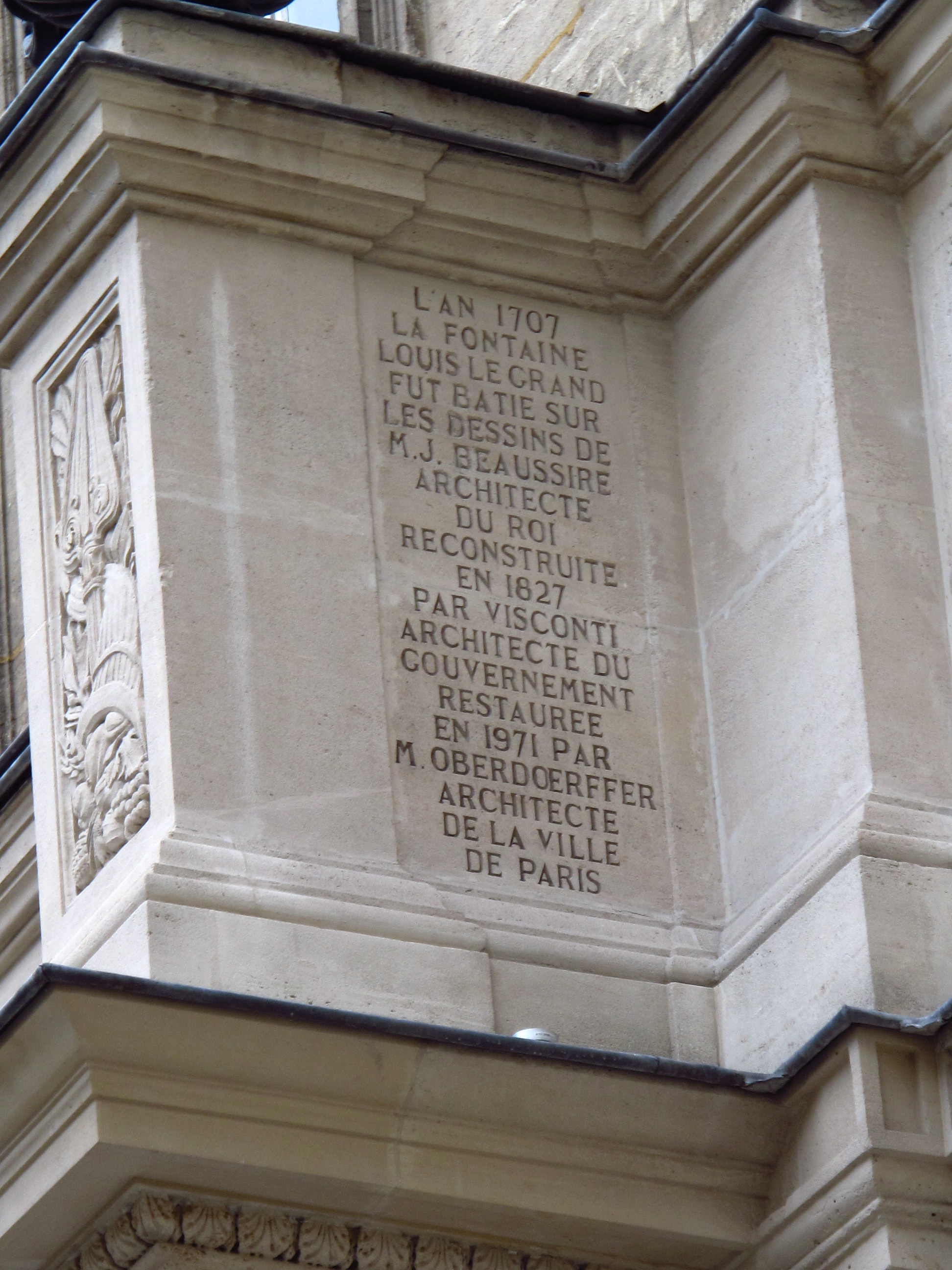
Description de l'historique de la fontaine.